# Manuel Mondragón y Kalb
Manuel Mondragón y Kalb (Ciudad de México, 30 de abril de 1936) es un médico y funcionario mexicano. Se desempeñó como Comisionado Nacional de Seguridad, dependiente de la Secretaría de Gobernación.

## Biografía
Manuel Mondragón y Kalb tiene el título de médico cirujano otorgado por la Universidad Nacional Autónoma de México y el rango de contralmirante médico-naval de la Armada de México; realizó un posgrado en medicina interna y otro en reumatología, cada uno por los Institutos Nacionales de Ciencias Médicas y Nutrición "Salvador Zubirán" y de Cardiología "Ignacio Chávez" respectivamente, además de diversos estudios de alta dirección de empresas y administración pública, el 8 de julio de 2008 fue nombrado Secretario de Seguridad Pública del Distrito Federal, tras la renuncia de Joel Ortega al frente de esta dependencia.

### Comisionado Nacional de Seguridad
Durante las campañas presidenciales de 2012 en México, el candidato de la izquierda, Andrés Manuel López Obrador, propuso a Manuel Mondragón y Kalb como titular de la Secretaría de Seguridad Pública en caso de que este ganara la presidencia. Al perder las elecciones el candidato de la izquierda esta posibilidad parecía cancelada.
Sin embargo el 1 de diciembre de 2012 fue designado por el presidente Enrique Peña Nieto, como el encargado de Despacho de la Secretaría de Seguridad Pública. Ante la desaparición de tal secretaría de Estado y a propuesta del Presidente de la República, fue ratificado por el Senado de la República como Comisionado Nacional de Seguridad, dependiente de la Secretaría de Gobernación, rindiendo protesta el 26 de febrero de 2013.
El 16 de marzo de 2014 renunció al cargo de Comisionado Nacional de Seguridad para incorporarse al diseño estratégico en materia de seguridad.

### Comisionado Nacional Contra las Adicciones
Al poco tiempo de que abandonara el Puesto de Comisionado Nacional de Seguridad, el 23 de octubre de 2014, fue elegido como el nuevo titular de la Comisión Nacional contra las Adicciones (Conadic). El anuncio lo hizo el presidente Enrique Peña Nieto, en medio de un discurso por el Día Nacional del Médico, en el Instituto Nacional de Cancerología de la Ciudad de México.[cita requerida]
En adelante, Manuel Mondragón se encargó, a través de la Conadic, de promover y proteger la salud, en materias de investigación, prevención, tratamiento, formación y desarrollo de recursos humanos para el control de las adicciones.[cita requerida]